# Кубинка I
Ку́бинка I, также Кубинка-1 — узловая железнодорожная станция Белорусского направления МЖД, Большого кольца МЖД (БМО) и специализированной линии на парк «Патриот» в городе Кубинка Одинцовского городского округа Московской области.

## История
Станция основана в 1870 году, войдя в число первых на Московско-Смоленской железной дороге.
В 1899—1900 годах было возведено кирпичное здание вокзала по проекту архитектора И. И. Струкова.

## Описание станции
На станции две пассажирских платформы: островная высокая, соединённая с городом пешеходным мостом, служащим также для перехода из одной части города в другую, и боковая низкая, примыкающая к зданию вокзала. Обе платформы не соединены между собой. 
Вокзальное здание двухэтажное в центре и одноэтажное по краям, расположено к югу от платформы.
По характеру основной работы является участковой, по объему выполняемой работы отнесена ко 2-му классу.
Не оборудована турникетами. Несмотря на то, что станция не входит в состав «основного» МЦД-1 (входит в зону «Дальняя»), на станции установлены валидаторы карт МЦД.
Рядом со станцией располагается памятник истребителю МиГ-23, установленный в 2020 году.
В 2023 году вокзал станции получил статус выявленного объекта культурного наследия народов РФ.
| Путь | Тип поезда | Место назначения                                |
| ---- | ---------- | ----------------------------------------------- |
| 1    | Электричка | На Дорохово, Можайск и Детково                  |
| 2    | Электричка | На Кунцевскую, Белорусский вокзал и Поварово II |

## Движение и путевое развитие
Станция является точкой схождения сразу трёх направлений: Смоленского (Белорусского) (широтного), Большого кольца (меридионального) и в сторону парка «Патриот» (на юго-восток).
На станции организована развязка между Смоленским ходом и Большим кольцом МЖД. Общее число соединительных ветвей составляет 6. От станции отходит ряд подъездных путей.

### Белорусское направление
Станция является конечной для ряда пригородных электропоездов со стороны Белорусского вокзала.
Все пригородные электропоезда, следующие через станцию далее, проходят её с остановкой, включая экспрессы РЭКС Москва — Можайск.
Поезда дальнего следования следуют через станцию без остановок.

### Большое кольцо МЖД
Для Большого кольца МЖД станция является промежуточной: на ней останавливаются поезда, следующие из Кубинки II или Поварово II на Бекасово I или Детково (и обратно).

### Линия на парк «Патриот»
В 2015 году открыта однопутная неэлектрифицированная линия Кубинка I — Парк «Патриот». Пассажирское движение по линии производится только во время проведения выставок «Армия», проходящих ежегодно в парке «Патриот».
До 2020 года станция обслуживала составы РА-2, курсирующие по маршруту Кубинка I — Парк «Патриот».
В 2020 году в дополнение к РА-2 был пущен поезд «Ласточка» от Белорусского вокзала. От Москвы до станции Кубинка I поезд следует на собственной (электрической) тяге, а на станции цепляется к тепловозу и далее следует на тепловозной тяге.
Время движения от Белорусского вокзала — около 1 часа 17 минут.

## Фотогалерея

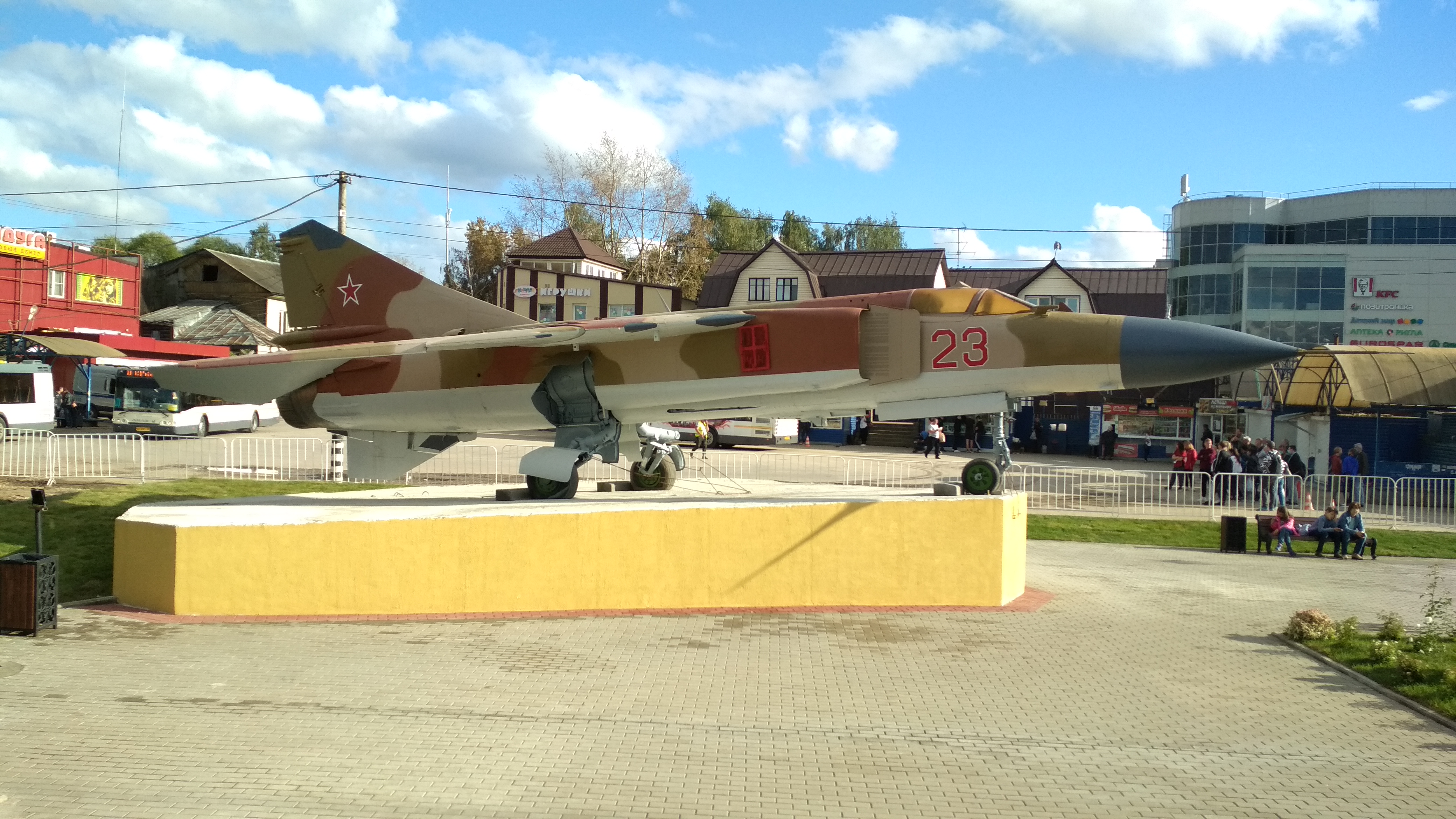
Памятник МиГу-23 около станции
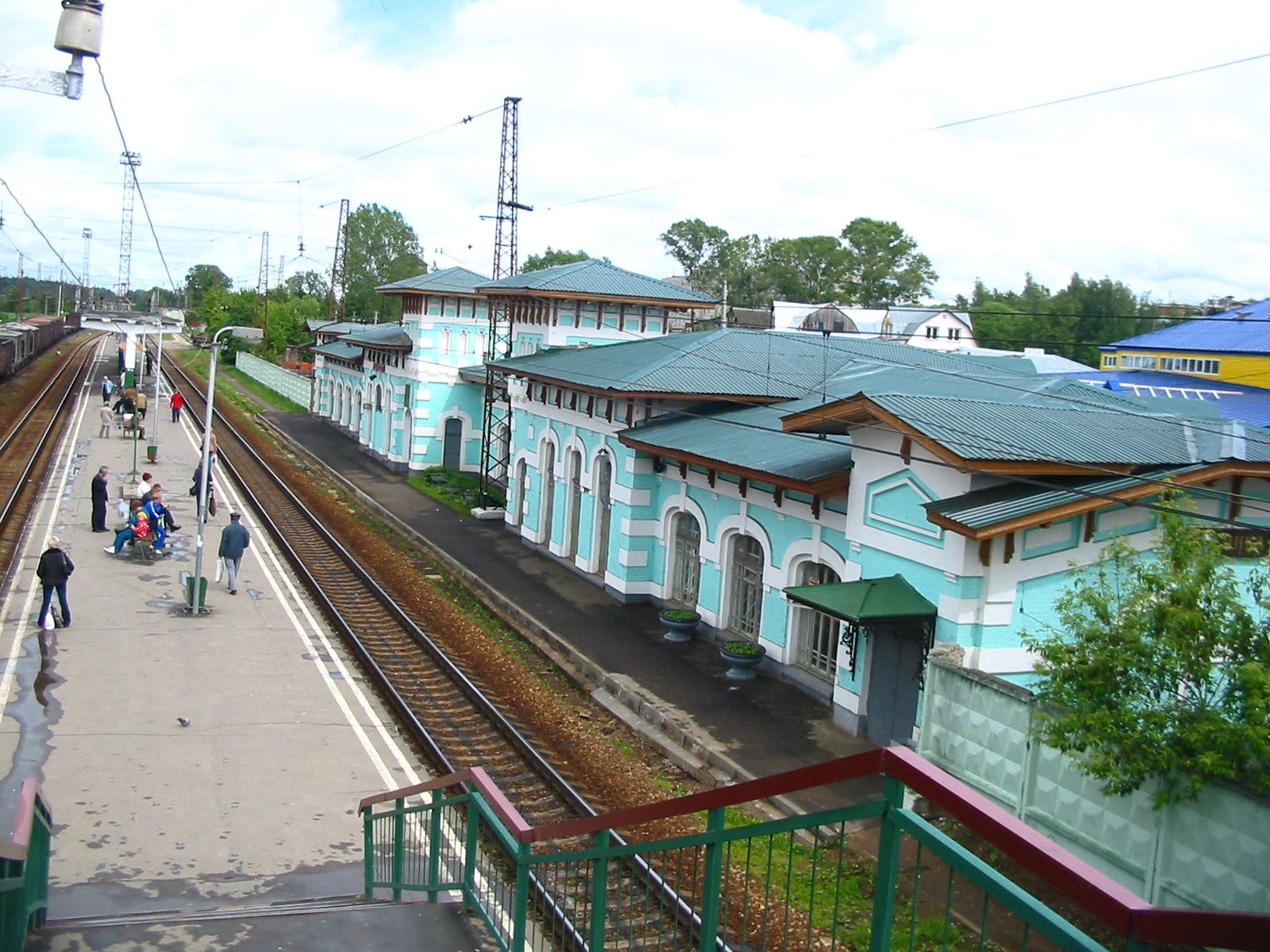
Вид на станцию в 2004 году

## В кинематографе
- «Крейцерова соната» (1987)